# Homo erectus soloensis
El hombre de Solo (Homo erectus soloensis)  es una subespecie de Homo erectus propia de Java. Sus fósiles fueron encontrados entre 1931 y 1933 en el yacimiento de Ngandong, ubicado en una terraza aluvial del río Solo, en Java. En 1931 el geólogo Cornelius ter Haar descubrió un cráneo y en los dos años siguiente fueron halladas dos tibias y partes de otros diez cráneos, entre ellas algunas calaveras casi completas, así como raspadores, una espina de raya usada como punta y un cuerno dispuesto como martillo o hacha.

## Morfología de los cráneos
Presentan algunas características arcaicas que se parecen a las del Homo erectus, junto con una capacidad craneana relativamente grande para esa especie. El torus supraorbital culmina en un proceso cigomático muy grueso, con una protuberancia que recuerda el torus angular del hombre de Pekín. En general se puede decir que tiene las superestructuras muy marcadas. El torus de la nuca es más pronunciado que el del H. erectus típico. La longitud relativa de los planos de la nuca es corta, con respecto a la de los planos del occipital, como ocurre en Homo heidelbergensis, pero, al contrario de lo que pasa en H. erectus. La capacidad craneana oscila entre 1013 y 1250 ml.

## Datación
Los fósiles corresponden al Pleistoceno superior, pero su datación exacta ha sido muy discutida. Mientras algunos consideran que los huesos tienen por lo menos 120 000 o 143 000 años, la datación espectrométrica con rayos gamma arrojó una edad entre 40 000 y 60 000 años y mediante los método de resonancia electrónica de barrido y espectrometría de masas de series de uranio han sido datados entre 27 000 y 53 300 años antes del presente. Lo anterior sugiere la coexistencia del hombre de Solo con el H. sapiens, aun después de la llegada de este a Asia.

## Clasificación

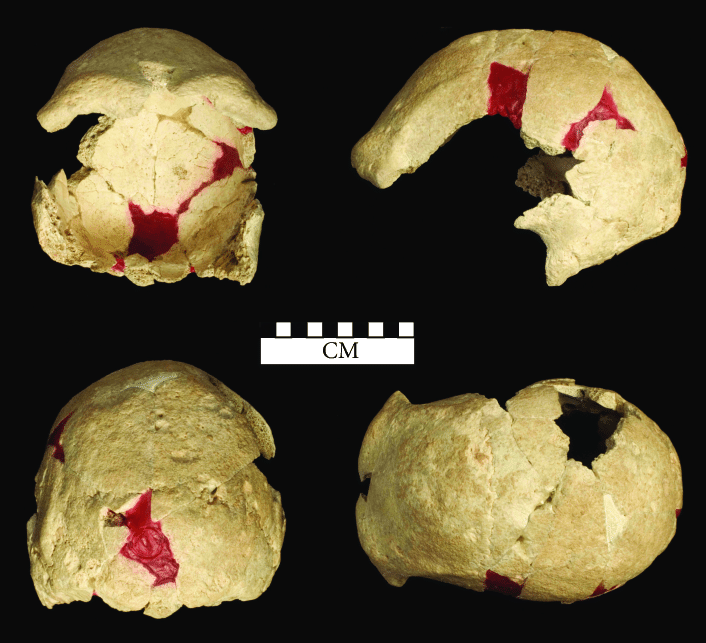
Calvario del cráneo WLH-50, uno de los restos humanos más antiguos de Australia, utilizado como evidencia de reproducción entre el humano moderno y el Homo erectus soloensis.

Un intenso debate sobre la clasificación del hombre de Solo se ha desarrollado casi desde su hallazgo. La primera descripción, de cinco de los cráneos, fue hecha en 1932 por el entonces director del Servicio Geológico, W.R. Oppenoorth. El veía semejanzas con el hombre de Neanderthal y distancimiento con relación al H. erectus' y proponía incluirlo en el nuevo género Javanthropus dentro del cual podrían incluirse las especies soloensis, rhodesiensis y wadjakensis. Esta clasificación estaba cruzada por el debate sobre si el Hombre de Java debía nombrarse como Pitecanthropus, caso en el cual cabía el género Javanthropus o si pertenecía Homo y se designaba como H. erectus, suponiendo lo cual el Hombre de Solo podría designarse como Homo (Javanthropus) soloensis
Considerando el conjunto de los fósiles, Oppenoorth desistió de su propuesta sobre el género Javanthropus y consideró Homo soloensis la mejor designación, para el más antiguo Homo sapiens fossilis.
Ralpf von Koenigswald lo designó primero como Homo neanderthalensis soloensis Koenigswald, G.H. Ralpf von (1934). Franz Weidenreich, sugirió llamar al hombre de Solo, Homo primigenius asiaticus, considerando que era más primitivo que el Neandertal y más cercano al Pithecanthropus y al Hombre de Pekín, pudiendo llamarlo Homo soloensis o Javanthropus soloensis y para no "aumentar la confusión" llamándolo Pithecanthropus soloensis decidió "usar simplemente Hombre de Solo".
Eugene Dubois el descubridor del «Pitecanthropus erectus», rechazó relacionarlo con el hombre de Solo, pese a que en un principio lo relacionó con el hombre de Pekín, al que tampoco consideraba cercano al Pitecanthropus. Luego Dubois sostuvo la tesis según la cual el hombre de Solo pertenecía a la misma especie del hombre de Wadjak de Australia, que actualmente se clasifica como H. sapiens.
Posteriormente cada vez mayor número de expertos optaron por incluir al hombre de Solo como una variación dentro de la especie H. erectus, En la literatura es frecuentemente encontrar referencias a la subespecie Homo erectus soloensis, pero algunos prefieren designar al hombre de Solo como Homo sapiens soloensis.

## Hallazgos relacionados
En 1973, en Sambungmacan, ribera sur del río Solo, en la misma formación geológica de Ngandong, la formación Notopuro, fue encontrado por T. Jacob, un cráneo (Sm-1) capacidad craneana 1200 cm³) y dos restos de industria lítica. En 1973 fue encontrado un fragmento de tibia (Sm-2), en 1997 un segundo cráneo (Sm-3 capacidad craneana 917 cm³) y en 2003 otro cráneo (Sm-4 capacidad craneana 1007 cm³). Estos restos posiblemente datan de menos de 70 000 años. Morfológica, geológica y geográficamente, los fósiles de Sambungmacan se relaciona con los de Ngandong y con el cráneo de Ngawi, encontrado en 1987, también en la formación Natapuro del río Solo, pero más antiguo y de menor capacidad endocranial (870 ml). En Sidoredjo, cerca de Watualong, al occidente de Ngawi, en el horizonte de Ngandong, había sido encontrada desde 1936 una punta tallada en hueso.
Además, es importante considerar la relación del hombre de Solo con los cráneos más recientes clasificados alternativamente como H. erectus u H. sapiens, como los encontrados en Dali (Shaanxi, 1978) con capacidad endocraneana de 1.120 cm³; en Jinniushan (Yingkou, Liaoning, 1974) de alta capacidad craneana; en Maba (Qujiang, Guangdong, 1958) y en Dingcun.
Por otra parte, el estudio del genoma y un molar del homínido de Denisova han permitido demostrar que hace 30 000 a 50 000 años coexistía otra especie con Homo neanderthalensis y H. sapiens. Si los denisovianos y el hombre de Solo pertenecían a la misma especie, y a cuál pertenecían, sigue en debate.